# アトランティカ大陸

約20億年前のアトランティカ大陸。太古代のクラトンは灰色で表示される。

アトランティカ大陸とは、約20億年前の原生代にこの大陸を構成するクラトンが形成され、だいたい15億年前の地球上に存在したと考えられている大陸である。「アトランティカ」という名称は、Rogersが1996年に提唱したもの。現在の大西洋の南部は、アフリカ大陸と南アメリカ大陸とが分裂したことによって形成されたため、この名称が与えられた。

## アトランティカ大陸のクラトン
この大陸を構成していたクラトンは、現在のアフリカ大陸の西部と南アメリカ大陸の東部に存在している。
Rogersによれば、アトランティカ大陸の主要なクラトンは約19億年前に形成され、これはヌーナ大陸の形成と同時期であるという。なお、ここで言うアトランティカ大陸の主要なクラトンとは、現在の南アメリカ大陸に存在するアマゾニアクラトン（Amazonia Craton）と、現在のアフリカ大陸に存在するコンゴクラトン（Congo Craton）、西アフリカクラトン（West Africa Craton）、北アフリカクラトン（North Africa Craton）である。

## 歴史

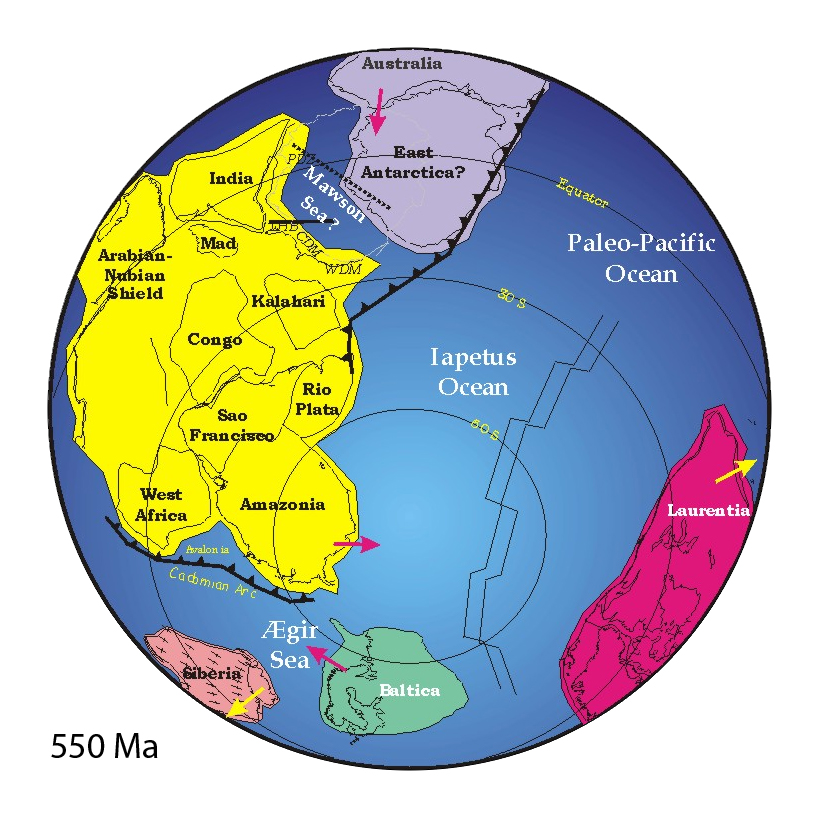
5億5千万年前の地球を再構成した図。西ゴンドワナを形成するアトランティカ大陸のクラトンを示す。

アトランティカ大陸がヌーナ大陸から分離したのは、約16億〜14億年前だと考えられている。これは、ちょうどコロンビア大陸が分裂した時期にあたる。コロンビア大陸とはいわゆる超大陸であり、このアトランティカ大陸の他、ヌーナ大陸、ウル大陸（en）、アークティカ大陸が合体した広大な大陸だったと考えられているが、この超大陸の分裂によってアトランティカ大陸は独立した大陸となったとされる。その後アトランティカ大陸は、約10億年前に、ヌーナ大陸、ウル大陸と再び衝突し、さらに幾つかのプレートとも衝突して、ロディニア大陸という超大陸を形成したと考えられている。このロディニア大陸は10億年〜5億年前の間に分裂して、ローラシア大陸、ゴンドワナ大陸を形成し、さらにこのゴンドワナ大陸は、東ゴンドワナ大陸と西ゴンドワナ大陸に分裂した。このうち、西ゴンドワナ大陸の中央部を形成していたのが、元々アトランティカ大陸を形成していたクラトンである。その後、これらのクラトンは造山運動などに関わり、そして、現在は大西洋の両岸に別れて存在している。